# Đội tuyển bóng đá quốc gia Guatemala
Đội tuyển bóng đá quốc gia Guatemala (tiếng Tây Ban Nha: Selección de fútbol de Guatemala) là đội tuyển cấp quốc gia của Guatemala do Liên đoàn bóng đá Guatemala quản lý.
Trận thi đấu quốc tế đầu tiên của đội tuyển Guatemala là trận gặp đội tuyển Honduras vào năm 1921. Thành tích tốt nhất của đội cho đến nay là chức vô địch CONCACAF 1967 và tấm huy chương đồng của đại hội Thể thao liên Mỹ 1983.

## Danh hiệu
- Cúp Vàng CONCACAF: 1

Vô địch: 1967
Á quân: 1965; 1969
- Vô địch Trung Mỹ: 1

Vô địch: 2001
Á quân: 1995; 1997; 1999; 2003; 2014
Hạng ba: 1991; 2005; 2007
- Bóng đá nam tại Americas Games:

 1983

## Thành tích tại các giải đấu

### Giải vô địch thế giới
- 1930 đến 1954 - Không tham dự
- 1958 - Không vượt qua vòng loại
- 1962 - Không vượt qua vòng loại
- 1966 - FIFA không cho tham dự
- 1970 đến 2022 - Không vượt qua vòng loại

### Cúp Vàng CONCACAF
| Năm           | Vòng                     | Trận                     | Thắng                    | Hòa                      | Thua                     | Bàn thắng                | Bàn thua                 |
| ------------- | ------------------------ | ------------------------ | ------------------------ | ------------------------ | ------------------------ | ------------------------ | ------------------------ |
| 1963          | Vòng 1                   | 4                        | 1                        | 2                        | 1                        | 7                        | 6                        |
| 1965          | Á quân                   | 5                        | 3                        | 1                        | 1                        | 11                       | 5                        |
| 1967          | Vô địch                  | 5                        | 4                        | 1                        | 0                        | 7                        | 1                        |
| 1969          | Á quân                   | 5                        | 3                        | 2                        | 0                        | 10                       | 2                        |
| 1971          | Không vượt qua vòng loại | Không vượt qua vòng loại | Không vượt qua vòng loại | Không vượt qua vòng loại | Không vượt qua vòng loại | Không vượt qua vòng loại | Không vượt qua vòng loại |
| 1973          | Hạng 5                   | 5                        | 0                        | 3                        | 2                        | 4                        | 6                        |
| 1977          | Hạng 5                   | 5                        | 1                        | 1                        | 3                        | 8                        | 10                       |
| 1981          | Không vượt qua vòng loại | Không vượt qua vòng loại | Không vượt qua vòng loại | Không vượt qua vòng loại | Không vượt qua vòng loại | Không vượt qua vòng loại | Không vượt qua vòng loại |
| 1985          | Vòng 1                   | 4                        | 2                        | 1                        | 1                        | 7                        | 3                        |
| 1989          | Hạng 4                   | 6                        | 1                        | 1                        | 4                        | 4                        | 7                        |
| 1991          | Vòng 1                   | 3                        | 1                        | 0                        | 2                        | 1                        | 5                        |
| 1993          | Không tham dự            | Không tham dự            | Không tham dự            | Không tham dự            | Không tham dự            | Không tham dự            | Không tham dự            |
| 1996          | Hạng 4                   | 4                        | 1                        | 0                        | 3                        | 3                        | 5                        |
| 1998          | Vòng 1                   | 3                        | 0                        | 2                        | 1                        | 3                        | 4                        |
| 2000          | Vòng 1                   | 2                        | 0                        | 1                        | 1                        | 3                        | 5                        |
| 2002          | Vòng 1                   | 2                        | 0                        | 0                        | 2                        | 1                        | 4                        |
| 2003          | Vòng 1                   | 2                        | 0                        | 1                        | 1                        | 1                        | 3                        |
| 2005          | Vòng 1                   | 3                        | 0                        | 1                        | 2                        | 4                        | 9                        |
| 2007          | Tứ kết                   | 4                        | 1                        | 1                        | 2                        | 2                        | 5                        |
| 2009          | Không vượt qua vòng loại | Không vượt qua vòng loại | Không vượt qua vòng loại | Không vượt qua vòng loại | Không vượt qua vòng loại | Không vượt qua vòng loại | Không vượt qua vòng loại |
| 2011          | Tứ kết                   | 4                        | 1                        | 1                        | 2                        | 5                        | 4                        |
| 2013          | Không vượt qua vòng loại | Không vượt qua vòng loại | Không vượt qua vòng loại | Không vượt qua vòng loại | Không vượt qua vòng loại | Không vượt qua vòng loại | Không vượt qua vòng loại |
| 2015          | Vòng 1                   | 3                        | 0                        | 1                        | 2                        | 1                        | 4                        |
| 2017 đến 2019 | Không vượt qua vòng loại | Không vượt qua vòng loại | Không vượt qua vòng loại | Không vượt qua vòng loại | Không vượt qua vòng loại | Không vượt qua vòng loại | Không vượt qua vòng loại |
| 2021          | Vòng 1                   | 3                        | 0                        | 1                        | 2                        | 1                        | 6                        |
| 2023          | Tứ kết                   | 4                        | 2                        | 1                        | 1                        | 4                        | 3                        |
| Tổng cộng     | 1 lần vô địch            | 76                       | 21                       | 22                       | 33                       | 87                       | 97                       |

### Olympic
- (Nội dung thi đấu dành cho cấp đội tuyển quốc gia cho đến kỳ Đại hội năm 1988)

| Năm           | Thành tích               | Thứ hạng                 | Pld                      | W                        | D                        | L                        | GF                       | GA                       |
| ------------- | ------------------------ | ------------------------ | ------------------------ | ------------------------ | ------------------------ | ------------------------ | ------------------------ | ------------------------ |
| 1900 đến 1964 | Không tham dự            | Không tham dự            | Không tham dự            | Không tham dự            | Không tham dự            | Không tham dự            | Không tham dự            | Không tham dự            |
| 1968          | Tứ kết                   | 8th                      | 4                        | 2                        | 0                        | 2                        | 6                        | 4                        |
| 1972          | Không vượt qua vòng loại | Không vượt qua vòng loại | Không vượt qua vòng loại | Không vượt qua vòng loại | Không vượt qua vòng loại | Không vượt qua vòng loại | Không vượt qua vòng loại | Không vượt qua vòng loại |
| 1976          | Vòng bảng                | 10th                     | 3                        | 0                        | 2                        | 1                        | 2                        | 5                        |
| 1980 đến 1984 | Không vượt qua vòng loại | Không vượt qua vòng loại | Không vượt qua vòng loại | Không vượt qua vòng loại | Không vượt qua vòng loại | Không vượt qua vòng loại | Không vượt qua vòng loại | Không vượt qua vòng loại |
| 1988          | Vòng bảng                | 16th                     | 3                        | 0                        | 0                        | 3                        | 2                        | 12                       |
| Tổng cộng     | 1 lần tứ kết             | 3/19                     | 3                        | 0                        | 1                        | 2                        | 2                        | 8                        |

### Đại hội Thể thao liên Mỹ
- (Nội dung thi đấu dành cho cấp đội tuyển quốc gia cho đến kỳ Đại hội năm 1995)

| Năm           | Thành tích               | Thứ hạng                 | Pld                      | W                        | D                        | L                        | GF                       | GA                       |
| ------------- | ------------------------ | ------------------------ | ------------------------ | ------------------------ | ------------------------ | ------------------------ | ------------------------ | ------------------------ |
| 1951 đến 1975 | Không vượt qua vòng loại | Không vượt qua vòng loại | Không vượt qua vòng loại | Không vượt qua vòng loại | Không vượt qua vòng loại | Không vượt qua vòng loại | Không vượt qua vòng loại | Không vượt qua vòng loại |
| 1979          | Vòng bảng                | 7th                      | 2                        | 0                        | 1                        | 1                        | 2                        | 4                        |
| 1983          | Huy chương đồng          | 3rd                      | 4                        | 1                        | 2                        | 1                        | 6                        | 4                        |
| 1987          | Vòng bảng                | 5th                      | 3                        | 1                        | 1                        | 1                        | 3                        | 2                        |
| 1991 đến 1995 | Không vượt qua vòng loại | Không vượt qua vòng loại | Không vượt qua vòng loại | Không vượt qua vòng loại | Không vượt qua vòng loại | Không vượt qua vòng loại | Không vượt qua vòng loại | Không vượt qua vòng loại |
| Tổng cộng     | 1 lần huy chương đồng    | 5/18                     | 16                       | 3                        | 6                        | 7                        | 17                       | 20                       |

## Cầu thủ

### Đội hình
Đây là đội hình tham dự Cúp Vàng CONCACAF 2023.

Số liệu thống kê tính đến ngày 9 tháng 7 năm 2023 sau trận gặp Jamaica.

| Số | VT | Cầu thủ                        | Ngày sinh (tuổi)           | Trận | Bàn | Câu lạc bộ             |
| -- | -- | ------------------------------ | -------------------------- | ---- | --- | ---------------------- |
| 12 | TM | Ricardo Jérez                  | 4 tháng 2, 1986            | 61   | 0   | Chattanooga Red Wolves |
| 1  | TM | Nicholas Hagen                 | 2 tháng 8, 1996            | 27   | 0   | Bnei Sakhnin           |
| 21 | TM | Fredy Pérez                    | 9 tháng 12, 1994           | 2    | 0   | Comunicaciones         |
|    |    |                                |                            |      |     |                        |
| 4  | HV | José Carlos Pinto (đội trưởng) | 16 tháng 6, 1993           | 39   | 0   | Comunicaciones         |
| 20 | HV | Gerardo Gordillo               | 17 tháng 8, 1994           | 21   | 3   | Juventude              |
| 16 | HV | José Morales                   | 3 tháng 12, 1996           | 18   | 2   | Municipal              |
| 2  | HV | José Ardón                     | 20 tháng 1, 2000           | 8    | 0   | Antigua                |
| 3  | HV | Nicolás Samayoa                | 2 tháng 8, 1995            | 13   | 1   | Politehnica Iași       |
| 7  | HV | Aaron Herrera                  | 6 tháng 6, 1997            | 6    | 0   | CF Montréal            |
|    |    |                                |                            |      |     |                        |
| 8  | TV | Rodrigo Saravia                | 22 tháng 2, 1993           | 42   | 0   | Comunicaciones         |
| 6  | TV | Carlos Mejía                   | 13 tháng 11, 1991          | 37   | 5   | Antigua                |
| 13 | TV | Alejandro Galindo              | 5 tháng 3, 1992            | 36   | 6   | Municipal              |
| 23 | TV | Jorge Aparicio                 | 21 tháng 11, 1992          | 35   | 1   | Comunicaciones         |
| 22 | TV | Stheven Robles                 | 12 tháng 11, 1995          | 28   | 2   | Comunicaciones         |
| 17 | TV | Óscar Castellanos              | 18 tháng 1, 2000           | 20   | 1   | Antigua                |
| 10 | TV | Antonio López                  | 10 tháng 4, 1997           | 20   | 0   | Comunicaciones         |
| 15 | TV | Marlon Sequen                  | 23 tháng 6, 1993           | 6    | 1   | Municipal              |
| 5  | TV | Pedro Altán                    | 4 tháng 6, 1997            | 4    | 0   | Municipal              |
| 11 | TV | César Archila                  | 30 tháng 7, 1993           | 3    | 0   | Municipal              |
|    |    |                                |                            |      |     |                        |
| 14 | TĐ | Darwin Lom                     | 14 tháng 7, 1997           | 21   | 10  | Xelajú                 |
| 9  | TĐ | Rubio Rubin                    | 1 tháng 3, 1996            | 14   | 3   | Real Salt Lake         |
| 18 | TĐ | Nathaniel Mendez-Laing         | 15 tháng 4, 1992 (31 tuổi) | 3    | 0   | Derby County           |
| 19 | TĐ | Esteban García                 | 6 tháng 3, 1998 (25 tuổi)  | 1    | 0   | Mixco                  |

### Triệu tập gần đây
| Vt | Cầu thủ              | Ngày sinh (tuổi)  | Số trận | Bt | Câu lạc bộ         | Lần cuối triệu tập                  |
| -- | -------------------- | ----------------- | ------- | -- | ------------------ | ----------------------------------- |
|    |                      |                   |         |    |                    |                                     |
| HV | Moisés Hernández     | 5 tháng 3, 1992   | 36      | 2  | Miami FC           | {{{lần cuối}}}                      |
| HV | Cristian Jiménez     | 26 tháng 4, 1995  | 15      | 0  | Antigua            | v. Guyane thuộc Pháp, 27 March 2023 |
| HV | Kevin Ruiz           | 18 tháng 5, 1995  | 3       | 0  | Xelajú             | v. Guyane thuộc Pháp, 27 March 2023 |
| HV | Matan Peleg          | 11 tháng 11, 1993 | 6       | 0  | Hapoel Petah Tikva | v. Nicaragua, 19 November 2022      |
| HV | Javier González      | 27 tháng 4, 1998  | 2       | 0  | Xelajú             | v. Nicaragua, 19 November 2022      |
|    |                      |                   |         |    |                    |                                     |
| TV | Aslinn Rodas         | 7 tháng 10, 1992  | 8       | 0  | Xelajú             | v. Nicaragua, 19 November 2022      |
| TV | José Mario Rosales   | 24 tháng 6, 1993  | 7       | 1  | Municipal          | v. Qatar, 23 October 2022           |
|    |                      |                   |         |    |                    |                                     |
| TĐ | Dewinder Bradley     | 1 tháng 6, 1994   | 1       | 0  | Antigua            | v. Venezuela, 15 June 2023          |
| TĐ | José Franco          | 17 tháng 10, 2001 | 1       | 0  | Antigua            | v. Venezuela, 15 June 2023          |
| TĐ | Oscar Santis         | 25 tháng 3, 1999  | 23      | 7  | Antigua            | v. México, 7 June 2023              |
| TĐ | Anderson Ortiz       | 7 tháng 11, 2001  | 0       | 0  | Comunicaciones     | v. México, 7 June 2023              |
| TĐ | Robin Betancourth    | 25 tháng 11, 1991 | 22      | 2  | Monagas            | v. Guyane thuộc Pháp, 27 March 2023 |
| TĐ | José Carlos Martínez | 10 tháng 10, 1997 | 18      | 2  | Municipal          | v. Nicaragua, 19 November 2022      |
| TĐ | Andrés Lezcano       | 5 tháng 5, 1990   | 10      | 0  | Comunicaciones     | v. Nicaragua, 19 November 2022      |
| TĐ | William Cardoza      | 29 tháng 7, 2002  | 1       | 0  | Xelajú             | v. Nicaragua, 19 November 2022      |
| TĐ | Arquimides Ordóñez   | 5 tháng 8, 2003   | 2       | 0  | Cincinnatti        | v. Qatar, 23 October 2022           |